# Oud-Babylonische Rijk
| Geschiedenis van Mesopotamië |                                              |                                              |                                              |                                                                        |                                                                        |                                                                        |                                                                        |
| Prehistorisch Mesopotamië pre–3100 v. Chr. Hassunacultuur 6400-5800 Samarracultuur 5500-4800 Halafcultuur 5500-4500 Obeidcultuur 5500-4000 Urukperiode 4000-3100                              |                                              |                                              |                                              |                                                                        |                                                                        |                                                                        |                                                                        |
| Sumerië Jemdet Nasr-periode 3100-2900 Vroeg-dynastieke periode 2900-2350 Ebla 2500-2350 — Mari 2900- 1750 Akkadische Rijk 2350-2150 Guti-overheersing 2212–2120 Neo-Sumerische Rijk 2120–2004 |                                              |                                              |                                              |                                                                        |                                                                        |                                                                        |                                                                        |
| Tijd van Isin en Larsa 2004–1763 v. Chr. | Tijd van Isin en Larsa 2004–1763 v. Chr.     | Tijd van Isin en Larsa 2004–1763 v. Chr.     | Tijd van Isin en Larsa 2004–1763 v. Chr.     | Oud-Assyrische periode 2000–1756 v. Chr.                               | Oud-Assyrische periode 2000–1756 v. Chr.                               | Oud-Assyrische periode 2000–1756 v. Chr.                               | Oud-Assyrische periode 2000–1756 v. Chr.                               |
| Babylonië Oud-Babylonische Rijk 1750-1595 |                                              |                                              |                                              |                                                                        |                                                                        |                                                                        |                                                                        |
| Karduniaš 1590-1100 Midden-Babylonische Rijk | Karduniaš 1590-1100 Midden-Babylonische Rijk | Karduniaš 1590-1100 Midden-Babylonische Rijk | Karduniaš 1590-1100 Midden-Babylonische Rijk | Mitanni 15e eeuw Midden-Assyrische Rijk 1400-1200 Hanigalbat 1400-1200 | Mitanni 15e eeuw Midden-Assyrische Rijk 1400-1200 Hanigalbat 1400-1200 | Mitanni 15e eeuw Midden-Assyrische Rijk 1400-1200 Hanigalbat 1400-1200 | Mitanni 15e eeuw Midden-Assyrische Rijk 1400-1200 Hanigalbat 1400-1200 |
| Nieuw-Assyrische Rijk 900-609 |                                              |                                              |                                              |                                                                        |                                                                        |                                                                        |                                                                        |
| Nieuw-Babylonische Rijk 626-539 |                                              |                                              |                                              |                                                                        |                                                                        |                                                                        |                                                                        |
| Portaal Geschiedenis Portaal Mesopotamië |                                              |                                              |                                              |                                                                        |                                                                        |                                                                        |                                                                        |

Het Oud-Babylonische Rijk (ca. 1760 – 1595 v.Chr.) was een rijk in Mesopotamië dat door de Amoriet Hammurabi werd gevestigd.
De absolute chronologie van het Nabije Oosten is betwist. Het artikel geeft de middenchronolgie omdat deze de meest gebruikelijke is.

## Geschiedenis

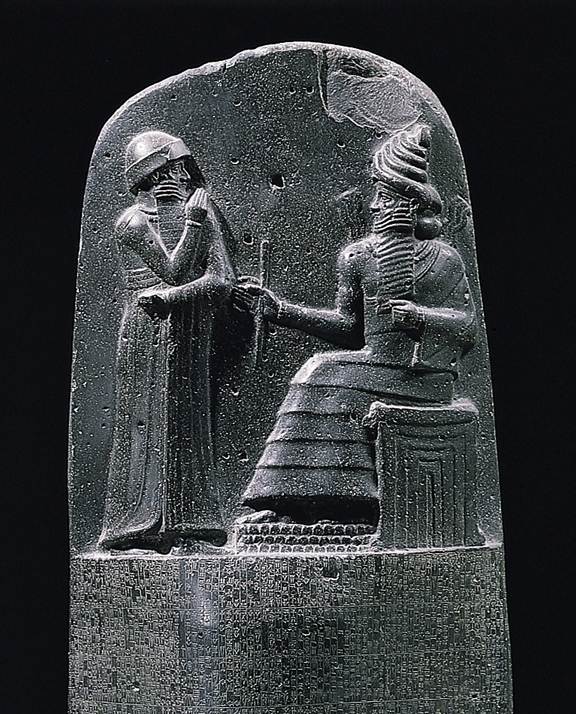
Bovenste deel van de Codex Hammurabi, die het Oud-Babylonische Rijk vestigde

Het koninkrijk Babylon werd in 1830 v.Chr. door de Semitische stam van de Amorieten onder Sumu-abum gesticht. Hij liet een muur rond de stad optrekken, waarvan de bouw pas onder zijn opvolger Sumulael werd voltooid. Lange tijd veranderde er niets aan het belang van Babylon in de regio, totdat Hammurabi (1728 – 1686) als 6e Amoritische koning op de troon kwam. Hoewel de stad in Mesopotamië eerder nauwelijks een rol gespeeld had, begreep hij hoe de politieke situatie van de stadstaten aan te wenden in zijn eigen voordeel en erkende het voordeel van de strategische situatie die Babylon innam. Enerzijds controleerde het door de smalste plaats tussen de Eufraat en de Tigris de handelsroutes, en anderzijds verschafte het een militair voordeel. Al vlug werd Babylon een metropolis en Hammurabi haar hoogste heerser. Door Elam, Subartu en Ešnunna te onderwerpen, werd hij ook heerser van de stad Aššur. De verovering van Larsa breidde zijn koninkrijk uit naar de koninkrijken van Sumer en Akkad. Aldus werd het Oud-Babylonische Rijk het overheersende koninkrijk in Mesopotamië.

## Centralisering en de stadsvorsten
Mesopotamië werd altijd al beheerst door een aanzienlijk aantal stadstaten die met elkaar streden om de hegemonie over het gebied. Eerdere pogingen het land te verenigen en de dominerende stadstaat tot een gecentraliseerd rijk om te vormen werden afgewisseld door perioden waarin het centrale gezag uiteenviel en de stadstaten weer elkaar beoorlogden. In het laatste decennium van zijn lange regering slaagde Hammurabi erin met harde hand een einde aan zo'n periode te maken, de tijd van Isin en Larsa, die twee en een halve eeuw oorlog gebracht had. Hij stichtte daarmee een rijk dat de vergelijking met dat van Ur III of het Akkadische Rijk goed kon doorstaan.
Om het rijk bijeen te houden voerde ook hij een centraliserend beleid, bijvoorbeeld door de invoering van één en hetzelfde wetboek voor heel zijn rijk. Wetboeken waren op zich niet nieuw. In Ebla zijn al juridische teksten gevonden die 600 jaar ouder zijn. De wetten van Uruinimgina en de Codex Ur-Nammu zijn ook aanzienlijk ouder, maar zij golden voor de stadstaat. Hammurabi gaf iedere stad een bestuur dat direct onder hem viel en vooral niet uit plaatselijke ambtenaren bestond. Ontrouw werd bestraft, vaak met water. De stad werd ofwel onder water gezet ofwel raakte verstoken van bevloeiing.  Ook Rim-Sin van Larsa, een van zijn belangrijkste rivalen had zich in de laatste jaren van zijn lange regering vooral gericht op centralisatie en reorganisatie van het staatsbestel. Hammurabi knoopte dus aan bij sommige van zijn voorgangers.
Zijn werk heeft echter maar gedeeltelijk succes gehad. Al in het 8e jaar van zijn zoon en opvolger Samsu-iluna was er weer een gevaarlijke rebellie van de stadsvorsten. Hij werd geconfronteerd met een oorlog met de woeste Kassieten en Rim-Sin II van Larsa (in 1742), Rim-Anum van Uruk (1741), Iluna van Ešnunna en (in 1732) Ilumma-ili van het Zeeland maakten daarvan gebruik om zich los van het rijk te maken. Samsu-iluna wist de schade maar gedeeltelijk te herstellen en zijn opvolgers zagen hun machtgebied nog verder inkrimpen. Onder de laatste koning van Dynastie I, Samsuditana was het rijk danig verzwakt.                            
De hoofdstad Babylon  werd in 1595 v.Chr. door de Hettieten verwoest. Na een tijd van verwarring werd Babylonië veroverd door de Kassieten, die er hun eigen dynastie stichtten.

## Religie
De god Marduk was de stadsgod van Babylon die tot de tijd van Hammurabi van ondergeschikt belang geweest was. De religieuze betekenis van Nippur en haar god Enlil was veel groter, maar doordat Babylon hoofdstad van het rijk was, begon dat te veranderen. De Kassieten verplaatsten echter de hoofdstad naar een nieuwe plek, Dur-Kurigalzu. Pas in het Midden-Babylonische Rijk (na 1100) van de Tweede dynastie van Isin werd Babylon de onbetwiste hoofdstad en Marduk de oppergod van het Babylonische pantheon.